# Ruy Blas

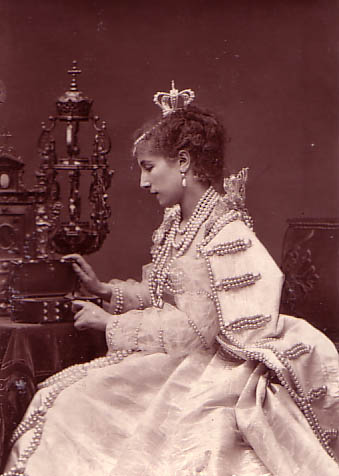
Sarah Bernhardt w roli królowej Hiszpanii w Ruy Blasie

Ruy Blas – pięcioaktowy dramat romantyczny Wiktora Hugo, pierwszy raz wystawiony w 1838. Jego akcja rozgrywa się w XVII-wiecznej Hiszpanii.

## Treść
Don Salluste de Bazan popada w niełaskę hiszpańskiej rodziny królewskiej po tym, kiedy jedna z dam dworu zaszła z nim w ciążę, a on odmówił poślubienia jej. Chcąc zemścić się za utracone wpływy, de Bazan wciąga w intrygę lokaja Ruy Blasa, którego wprowadza na dwór jako fałszywego szlachcica. Wie, że młodzieniec jest beznadziejnie zakochany w królowej hiszpańskiej; pragnąc uczynić ją nieszczęśliwą, namawia go, by zaczął adorować samotną i nieszczęśliwą kobietę (żona Karola II pochodziła z Niemiec). Ruy Blas zaczyna realizować polecenie, pisząc miłosne listy do królowej i zostawiając kwiaty w jej ulubionych miejscach pałacu. Królowa dowiaduje się, że jej adoratorem jest szlachcic Don Carlos (fałszywe nazwisko Ruy Blasa), wie jednak, że nie może jawnie odwzajemnić uczucia. Proteguje jednak go na dworze, doprowadzając do stanowiska ministra. Ruy Blas stara się, wykonując swoje obowiązki, działać na rzecz dobra ludu hiszpańskiego. Wywołuje to podziw jego ukochanej i daje mu nadzieję na szczęśliwy związek. Powraca jednak don Salluste i przypomina Ruy Blasowi, że jego szlachectwo jest udawane, a celem całej intrygi jest upokorzenie królowej.
Na dworze pojawia się prawdziwy Don Carlos i prawdziwe personalia bohaterów zostają ujawnione. Zrozpaczony Ruy Blas postanawia popełnić samobójstwo. Don Salluste proponuje królowej wyjazd z Hiszpanii razem z ukochanym, co oznaczałoby dla niej hańbę, lub podobnie kompromitujące ujawnienie miłości do zwykłego lokaja. Słysząc te słowa Ruy Blas zabija go, jednak zdążył już przyjąć truciznę. Umiera w ramionach zszokowanej i zrozpaczonej królowej.

## Cechy utworu
Ruy Blas jest typowym dramatem romantycznym, konsekwentnie zrywającym z klasyczną formą teatralną.  Bohaterowie utworu posługują się zróżnicowanym językiem oddającym ich społeczną pozycję, Hugo swobodnie stosuje aleksandryn i stara się nasycić  dialogi silnymi emocjami bohaterów.
Ruy Blas posiada silne przesłanie antymonarchiczne; jego główny bohater, prosty lokaj, konsekwentnie krytykuje postępowanie oligarchii w kraju i brak zainteresowania problemami zwykłych ludzi. Jest to zarazem ostatni - po Ordenerze z Hana z Islandii, Didierze z Marion Delorme i Hernanim  - bohater dotknięty siłą fatalną, tajemniczy pesymista. W ten sposób wczesny, skupiony na gwałtownych namiętnościach romantyzm Hugo (którego wyrazem jest również fascynacja Hiszpanią) łączy się z jego późniejszymi refleksjami nt. organizacji społeczeństwa.

## Adaptacje
- Ruy Blas, 1909,  film J. Stuarta Blacktona
- Ruy Blas, 1948, film Pierre’a Billona
- Mania wielkości, 1971, film Gerarda Oury
- Ruy Blas, 1971, serial telewizyjny Raymonda Pouleau
- Ruy Blas, 2002, serial telewizyjny Jacques’a Webera